# Marocko i olympiska sommarspelen 1972
Marocko deltog med 35 deltagare vid de olympiska sommarspelen 1972 i München. Ingen av landets deltagare erövrade någon medalj.